# النبي (فلم)
النبي (بالإنجليزية: The Prophet) هو فيلم رسوم متحركة أمريكي لبناني فرنسي كندي قصته مستوحاة من كتاب النبي لجبران خليل جبران، الفيلم من إخراج روجر ايلرس وبطولة ليام نيسون وسلمى حايك وجون كراسينسكي وكوفينزانيه واليس وألفريد مولينا وفرانك لانجيلا.

## القصة
بعد أن بقي (المصطفى) لمدة 12 عامًا في مدينة (أورفيليس)، يُلقى القبض عليه من قبل السلطات في المدينة، وتقرر السلطات ترحيله نحو السفينة التي ستعيده إلى وطنه، ولكن قبل الرحيل، يقف (المصطفى) مع تابعته المخلصة (ألمطرا) ومجموعة من سكان المدينة لكي يستشيروه في كافة شئون الحياة، مثل الحب والزواج والأطفال والطعام والشراب.

## البطولة
- ليام نيسون بدور مصطفى
- سلمى حايك بدور كاملة
- جون كراسينسكي بدور حليم
- ألفريد مولينا بدور الرقيب
- كوفينزانيه واليس بدور ألمطرا
- فرانك لانجيلا بدور الباشا

## التقييم
على الرغم أن الفيلم لم يحز على مبيعات كبيرة إلا أنه حاز على تقييم جيد، في موقع الطماطم الفاسدة حصل على تقييم 69%، وفي موقع ميتاكريتيك حصل على درجة 61 من 100.

## روابط خارجية
- مقالات تستعمل روابط فنية بلا صلة مع ويكي بيانات